# Power Station (studio d'enregistrement)
La Power Station de Berklee - New York City, anciennement connue sous le nom d'Avatar Studios, est un studio d'enregistrement situé au 441 West sur la 53e Rue, entre les neuvième et dixième avenues, dans le quartier de Hell's Kitchen à Manhattan à New York.

## Histoire
Le bâtiment était à l'origine une centrale électrique de la société Consolidated Edison. En 1977, il a été réaménagé en studio d'enregistrement par le producteur Tony Bongiovi et son partenaire Bob Walters.
Le complexe a été renommé « Studios Avatar » (sous la Avatar Entertainment Corporation) en mai 1996. En 2017, les studios ont été renommés « Power Station », par arrangement spécial avec le Berklee College of Music.

## Musiciens et groupes
Le groupe The Power Station a choisi son nom en raison de ce studio où fut enregistré leur premier album. L'album de Sting 57th & 9th, sorti en 2016, porte le nom de l'intersection qu'il traversait tous les jours pour se rendre au studio.
En mai 2017, Anouar Brahem enregistre son album Blue Maqams pour le label Edition of Contemporary Music, accompagné de Dave Holland, Jack DeJohnette ainsi que de Django Bates,.